# Gong Bass Drum
Il Gong Bass drum è un tipo di tamburo di intonazione grave. Si tratta di un tipo speciale di Tom-tom.

## Descrizione
Con un diametro di 20 o 22 pollici (51 – 56 cm) e dotato della sola pelle battente, il gong bass drum ha la caratteristica di montare una pelle più larga del fusto di almeno 1' (2,5 cm), cosa che conferisce al suono maggiore profondità e vibrazione.
Viene in genere montato sospeso su due supporti a treppiede o su carrello ed è usato come estensione del normale set della batteria o in sezioni di percussioni.
Ideato e prodotto originariamente dalla casa giapponese Tama negli anni '70, oggi viene realizzato anche dalla casa DW.
Tra i batteristi che hanno usano questo strumento ci sono Billy Cobham, Simon Phillips e Neil Peart